# 台灣攝影
| \| 本條目屬於 臺灣系列 \| |
| 前往臺灣主題頁 |
| 臺灣概況 - 經濟 • 政治 • 法律 • 人權 • 能源 • 交通 行政區劃 • 城市 • 政府 • 政黨 • 選舉 • 總統 • 外交 軍事 • 族群 • 人口 • 公民 • 原住民族 • LGBT權益 臺海現狀 • 臺灣問題 |
| 臺灣文化 （總覽） - 文學 • 料理 • 茶藝 • 小吃 • 夜市 • 郵票 建築 • 語言 • 宗教 • 葬禮 • 古蹟 • 遺址 • 國寶 民俗文物 • 節日 • 教育 • 體育 • 媒體 • 眷村 文化活動 • 觀光 • 購物中心 • 百貨公司 世界遺產潛力點 • 歷史建築百景 • 流行文化                                                    |
| 臺灣藝術 （總覽） - 音樂 • 漫畫 • 動畫 • 電影 • 攝影 • 舞蹈 戲劇 • 臺劇 |
| 臺灣地理 （總覽） - 天文 • 氣候 • 地質 • 地震 • 斷層 • 火山 • 生態 濕地 • 山峰 • 山脈 • 湖泊 • 水庫 • 河流 • 溫泉 島嶼 • 海岸 • 特殊生物 • 保育生物 • 生態環境 自然保護區 • 國家公園 • 森林遊樂區 縣市級風景特定區 • 直轄市級風景特定區 國家級風景特定區                                 |
| 臺灣歷史 （詳細） - 史前時期(-1624)↓理蕃政策(1933) 原住民聯盟與政權↓奧蘭治城包圍戰(1662)↓澎湖海戰(1683)↓馬關條約(1895)↓日本投降(1945) 荷屬福爾摩沙/西屬艾爾摩莎 鄭氏政權清治時期 日治時期 戰後時期 │1624│1649│1674│1699│1724│1749│1774│1799│1824│1849│1874│1899│1924│1949│1974│1999│2024 |
| 閱 • 論 • 编 |
| 本條目屬於 臺灣系列 |

台灣攝影是台灣藝術類型的一種，隨著歷史快速的變遷，1858年到1895年的台灣攝影被分為台灣日治前時期，1895到1945年，被分為日治時期的台灣攝影。1945年戰後，則是台灣當代攝影時期。
在日治時代結束之後，過去日本人在台灣所建立的攝影會社多半沒落、而且被視為外國文化的一種。但台灣人所建立的攝影團體，則開始發展，其中有幾位著名的攝影師，如張才、鄧南光、李鳴雕三人，在台灣攝影界有｢攝影三劍客｣之稱。他們的鏡頭忠實的紀錄了台灣早期社會人文影像。
今日在台灣攝影界被視為具有國際性知名度的攝影師也不少，分別有張照堂（第三屆國家文藝獎暨第三十屆行政院文化獎得主）、柯錫（第十屆國家文藝獎得主）、張詠捷、吳忠維、謝春德、何經泰、莊靈、劉振祥、阮義忠等人。他們被視為台灣攝影的重要推手和紀錄者。
台灣的新銳攝影師之中，目前較為知名的是張乾琦，他曾獲得1998年「世界新聞攝影獎」日常生活類獎項第二名，上一次台灣攝影師獲得此獎是1984年的林國彰。
近年來台灣攝影歷史的追尋和研究資料日漸增多，1985年行政院文建會開展了｢百年台灣攝影史料整理工作｣，透過許多田野調查和文獻收集，鼓勵了不少對攝影史有興趣的學者。
1990年開始，臺北市立美術館也開始收藏台灣攝影原作，如今隨著數位攝影技術的進步，台灣攝影具有相當蓬勃的現象，舉凡入口網站、便利商店和企業活動，多有攝影比賽的準備與籌畫。

## 相關連結
- 台灣攝影史簡論－黃明川1986
- 台灣攝影簡史－吳嘉寶1993[]

## 外部連結
- 台灣拍立得攝影聊天論壇 （页面存档备份，存于）